# Stadion Marica w Płowdiwie
Stadion Marica (bułg. Стадион Марица) – stadion sportowy w Płowdiwie, w Bułgarii. Może pomieścić 8000 widzów. Swoje spotkania rozgrywają na nim piłkarze klubu Marica Płowdiw.